# Dieter Focke
Dieter Focke (* 15. Januar 1955 in Bremen) ist ein deutscher Bankkaufmann und bremischer Landespolitiker (CDU). Er war Abgeordneter der Bremischen Bürgerschaft.

## Leben

### Ausbildung und Beruf
Focke erlernte nach der mittleren Reife von 1974 bis 1977 den Beruf des Bankkaufmanns. Nach seiner Wehrdienstzeit schloss sich eine Tätigkeit als Kreditsachbearbeiter an. Er war von 1979 bis 1983 Firmenkundenbetreuer, von 1983 bis 1989 Kreditsachbearbeiter und danach Kundenbetreuer für Selbständige.
Focke ist verheiratet mit Ingrid Focke, geb. Wohltmann. Beide haben zwei Kinder.

### Politik
Focke trat 1972 in die Junge Union (JU) und die CDU ein. 1979 wurde er Kreisvorsitzender der JU Bremen-Stadt und 1980 Landesvorsitzender der Jungen Union Bremen und blieb dies bis 1985. 
1980 wurde er Beisitzer im Landesvorstand der CDU Bremen. Er wohnt in Borgfeld und ist seit 1990 Vorsitzender des Stadtbezirksverbandes Wümme. 
Er war von 1983 bis 1987 und von 1990 bis 2011 Abgeordneter in der Bremer Bürgerschaft. Von 2003 bis 2008 war er stellvertretender Vorsitzender der CDU-Bürgerschaftsfraktion. In der Bürgerschaft wirkte er u. a. in der Baudeputation sowie in der Deputation für Umwelt und Energie, und er war für die CDU baupolitischer Sprecher.
Aus Protest gegen die Wahl des neuen Fraktionsvorsitzenden Thomas Röwekamp „im Eilverfahren“ ist Dieter Focke am 30. Mai 2011 aus der Fraktion ausgetreten. Diese Reaktion war rein symbolisch, da die Legislaturperiode am 7. Juni 2011 endete, die Bürgerschaft bis dahin nicht mehr tagte und Focke dem neuen Gremium nicht mehr angehört.
Er gehörte in der Bürgerschaft den Ausschüssen Krankenhäuser, Sondervermögen Infrastruktur, Verfassung und Geschäftsordnung, den Betriebsausschüssen Gebäude- und Technik-Management, GeoInformation, Umweltbetrieb Bremen sowie der Deputation für Bau und Verkehr an.

### Ämter, Mitgliedschaften
Focke ist Aufsichtsratsmitglied der GEWOBA AG.